# (523715) 2014 KU101
(523715) 2014 KU101 est un objet transneptunien en résonance 2:3 avec Neptune, donc un plutino.